# ФК Чукарички
ФК Чукарички је српски фудбалски клуб из Београда. Тренутно се такмичи у Суперлиги Србије.

## Историја
ФК Чукарички је основан 4. јула 1926. године у радничком делу старе Чукарице, у кафани "Мајдан". Према оснивачком програму понео је име ЧСК — Чукарички спортски клуб, одређене су му клупске боје, црно-беле, што се одржало и до данас. У почетку тим је тренирао и играо на теренима око Вилимана и Макишу, и у Преполовачкој улици на Михајловцу. Временом, просторије клуба су обезбеђене у Зрмањској улици, а терен испод Соколане. Игралиште преко пута Аде Циганлије освећено је 21. августа 1938. После Другог светског рата игралиште се налазило на Бановом брду поред пијаце, а од 1969. на месту данашњег стадиона.
У деценијама које су следиле, клуб се такмичи у нижим лигама да би, пласманом у Прву лигу СР Југославије, у сезони 1995/96, Чукарички Станком забележио највећи успех у седам деценија дугом постојању. Пре тога, 1992. године, ФК Чукарички осваја Куп Београда, а 1996. и 1997. године, захваљујући добром пласману у Првој лиги, клуб излази и на европску фудбалску сцену где се такмичи у Интертото купу. Ипак исту сезону кад је играо у Интертото купу (1997/98) Чукарички је завршио на претпоследњем месту у Првој лиги СРЈ, а затим је у баражу за опстанак поражен од Радничког из Крагујевца.
Чукарички се у Прву лигу вратио већ у сезони 1999/00. и заузео одлично шесто место, у сезони 2001/02. је био само једно место изнад зоне испадања, али већ наредне сезоне 2002/03. Чукарички није избегао испадање у нижи ранг. Опет се у Другој лиги задржао само једну сезону и поново се вратио у Прву лигу у сезони 2004/05., али се и ту кратко задржао јер је заузео четрнаесто место и испао. Наредне две сезоне је провео у другом рангу, једну сезону у Другој лиги СЦГ, која је 2006. променила назив у Прва лига Србије, након распада заједничке државе Србије и Црне Горе.
Чукарички се у први ранг, сада Суперлигу Србије, вратио у сезони 2007/08., када је сезону завршио на шестом месту. Следеће сезоне се борио за опстанак и сезону завршио на тринаестој позицији, два места изнад зоне испадања. У сезони 2010/11. Чукарички је заузео последње место у Суперлиги Србије и тако након три сезоне испао у нижи ранг.
Клуб је пао под стечај у септембру 2011, па је стављен на продају на јавној аукцији, а по почетној цени од 10.235.200 динара. Чукарички је у априлу 2012. купила фирма ADOC. Клуб је успео да избори опстанак у Првој лиги Србије. Од тада почиње успон клуба који је резултовао и пласманом у највиши ранг такмичења у сезони 2013/14. Чукарички је у сезони 2013/14. завршио на позицији 5.
Сезона 2014/15. је најуспешнија у историји клуба. У првенству су заузели треће место иза Партизана и Црвене звезде, а сезона је крунисана освајањем првог трофеја. У финалу Купа Србије Чукарички је победио Партизан голом Славољуба Срнића у 38. минуту. Клуб је до историјског трофеја водио тренер Владан Милојевић а у победи над Партизаном у финалу Купа наступили су следећи играчи - Стевановић, Рендулић, Брежанчић, Остојић, Стојковић, Матић, Бојић, С. Срнић, Д. Срнић, Обенг, Стојиљковић, Тодоровић, Павловић и Мандић.
У сезонама 2020/21, 2021/22. и 2022/23. клуб је заузео 3. место на табели Суперлиге Србије, а у две последње заустављени су у 3. колу квалификација за Лигу конференција где су бољи били шведски Хамарби и холандски Твенте. Такође, у сезони 2022/23. остварен је и пласман у финале Купа Србије у коме је успешнија била екипа Црвене звезде која је славила резултатом 2:1. У сезони 2023/24. клуб је по први пут у својој историји учествовао у групној фази неког европског такмичења. Након елиминације у плеј-офу квалификација за Лигу Европе од грчког Олимпијакоса, Чукарички је такмичење наставио у групној фази Лиге конференције. У конкуренцији Фјорентине, Ференцвароша и Генка, Чукарички је са свих шест пораза заузео последње место у групи. Због тога што Стадион на Бановом брду не испуњава услове, Чукарички је све европске утакмице у овој сезони играо у Лесковцу на новоизграђеном Стадиону Дубочице.

## Стадион
Домаће утакмице Чукарички игра на стадиону Чукаричког на Бановом брду, чији капацитет је 4.070 седећих места. У будућности се планира изградња новог стадиона са око 12.000 места за седење, са свим пратећим објектима. Пројекат за овај стадион је већ завршен.

## Навијачи
Навијачи Чукаричког себе називају Брђани револт. Као организована група појавили су се крајем 1980-тих година а прва званична утакмица под именом Брђани револт одиграна је 10. марта 1991. године и тај датум се узима за датум оснивања групе. Чукарички је највећу подршку имао 90-тих и раних 2000-тих, док данас група идаље постоји али у знатно мањем броју. Смањење броја навијача везује се за трагедију у коме су два навијача, Игњат и Јеврем Поповић, погинула у саобраћајној несрећи.

## Успеси
| Такмичење                | Такмичење                | Број                     | Година                                       |
| Национална такмичења — 1 | Национална такмичења — 1 | Национална такмичења — 1 | Национална такмичења — 1                     |
| Национално првенство     | Национално првенство     | Национално првенство     | Национално првенство                         |
| ------------------------ | ------------------------ | ------------------------ | -------------------------------------------- |
| Првенство Србије         | Првак                    | 0                        | /                                            |
| Првенство Србије         | Други                    | 0                        | /                                            |
| Првенство Србије         | Трећи                    | 5                        | 2014/15, 2015/16, 2020/21, 2021/22, 2022/23. |
| Национални куп — 1       |                          |                          |                                              |
| Куп Србије               | Победник                 | 1                        | 2014/15.                                     |
| Куп Србије               | Финалиста                | 1                        | 2022/23.                                     |

## Новији резултати
| Сезона   | Ранг | Лига             | Позиција | ИГ | Д  | Н  | П  | ГД | ГП | ГР  | Бод     | Куп                |
| -------- | ---- | ---------------- | -------- | -- | -- | -- | -- | -- | -- | --- | ------- | ------------------ |
| 2006/07. | 2    | Прва лига Србије | 2.       | 38 | 20 | 10 | 8  | 42 | 15 | +27 | 70      | Четвртфинале       |
| 2007/08. | 1    | Суперлига Србије | 6.       | 33 | 10 | 10 | 13 | 31 | 32 | -1  | 40      | Четвртфинале       |
| 2008/09. | 1    | Суперлига Србије | 9.       | 33 | 9  | 8  | 16 | 30 | 39 | -9  | 35      | Шеснаестина финала |
| 2009/10. | 1    | Суперлига Србије | 13.      | 30 | 9  | 5  | 16 | 25 | 46 | -21 | 32      | Шеснаестина финала |
| 2010/11. | 1    | Суперлига Србије | 16.      | 30 | 0  | 5  | 25 | 10 | 65 | -55 | 5       | Шеснаестина финала |
| 2011/12. | 2    | Прва лига Србије | 13.      | 34 | 10 | 11 | 13 | 31 | 39 | -8  | 41      | Шеснаестина финала |
| 2012/13. | 2    | Прва лига Србије | 2.       | 34 | 19 | 10 | 5  | 52 | 27 | +25 | 67      | Осмина финала      |
| 2013/14. | 1    | Суперлига Србије | 4.       | 30 | 12 | 8  | 10 | 30 | 31 | -1  | 44      | Осмина финала      |
| 2014/15. | 1    | Суперлига Србије | 3.       | 30 | 16 | 9  | 5  | 48 | 24 | +24 | 57      | Победник           |
| 2015/16. | 1    | Суперлига Србије | 3.       | 37 | 19 | 8  | 10 | 48 | 35 | +13 | 39 (65) | Осмина финала      |
| 2016/17. | 1    | Суперлига Србије | 9.       | 37 | 15 | 7  | 15 | 54 | 49 | +5  | 32 (52) | Полуфинале         |
| 2017/18. | 1    | Суперлига Србије | 6.       | 37 | 16 | 9  | 12 | 54 | 44 | +10 | 32 (57) | Полуфинале         |
| 2018/19. | 1    | Суперлига Србије | 4.       | 37 | 18 | 12 | 7  | 63 | 36 | +27 | 39 (66) | Осмина финала      |
| 2019/20. | 1    | Суперлига Србије | 6.       | 30 | 15 | 6  | 9  | 42 | 36 | +6  | 51      | Полуфинале         |
| 2020/21. | 1    | Суперлига Србије | 3.       | 38 | 22 | 8  | 8  | 69 | 34 | +35 | 74      | Осмина финала      |
| 2021/22. | 1    | Суперлига Србије | 3.       | 37 | 15 | 15 | 7  | 54 | 34 | +20 | 60      | Шеснаестина финала |
| 2022/23. | 1    | Суперлига Србије | 3.       | 37 | 23 | 6  | 8  | 65 | 38 | +27 | 75      | Финалиста          |
| 2023/24. | 1    | Суперлига Србије | 6.       | 37 | 16 | 9  | 12 | 57 | 47 | +10 | 57      | Четвртфинале       |
| 2024/25. | 1    | Суперлига Србије | 9.       | 37 | 12 | 13 | 12 | 47 | 49 | -2  | 49      | Осмина финала      |
| 2025/26. | 1    | Суперлига Србије | —        | —  | —  | —  | —  | —  | —  | —   | —       | —                  |

## ФК Чукарички у европским такмичењима
| Сезона   | Такмичење              | Коло        | Држава     | Клуб                  | Дом. терен | Гос. терен | Укупно               |
| -------- | ---------------------- | ----------- | ---------- | --------------------- | ---------- | ---------- | -------------------- |
| 1996.    | Интертото куп          | група 9     | Словачка   | Спартак Трнава        |            | 0:3        | 5. од укупно 5 места |
| 1996.    | Интертото куп          | група 9     | Летонија   | Даугава               | 1:3        |            | 5. од укупно 5 места |
| 1996.    | Интертото куп          | група 9     | Њемачка    | Карлсруе              |            | 0:3        | 5. од укупно 5 места |
| 1996.    | Интертото куп          | група 9     | Румунија   | Универзитатеа Крајова | 1:2        |            | 5. од укупно 5 места |
| 1997.    | Интертото куп          | група 10    | Холандија  | Гронинген             |            | 0:1        | 3. од укупно 5 места |
| 1997.    | Интертото куп          | група 10    | Румунија   | Глорија Бистрица      | 3:2        |            | 3. од укупно 5 места |
| 1997.    | Интертото куп          | група 10    | Француска  | Монпеље               |            | 0:3        | 3. од укупно 5 места |
| 1997.    | Интертото куп          | група 10    | Бугарска   | Спартак Варна         | 3:0        |            | 3. од укупно 5 места |
| 2014/15. | Лига Европе            | 1. коло кв. | Андора     | Сант Ђулија           | 4:0        | 0:0        | 4:0                  |
| 2014/15. | Лига Европе            | 2. коло кв. | Аустрија   | Гредиг                | 0:4        | 2:1        | 2:5                  |
| 2015/16. | Лига Европе            | 1. коло кв. | Словенија  | Домжале               | 0:0        | 1:0        | 1:0                  |
| 2015/16. | Лига Европе            | 2. коло кв. | Азербејџан | Габала                | 1:0        | 0:2        | 1:2                  |
| 2016/17. | Лига Европе            | 1. коло кв. | Казахстан  | Ордабаси              | 3:0        | 3:3        | 6:3                  |
| 2016/17. | Лига Европе            | 2. коло кв. | Мађарска   | Видеотон              | 1:1        | 0:2        | 1:3                  |
| 2019/20. | Лига Европе            | 1. коло кв. | Јерменија  | Банантс               | 3:0        | 5:0        | 8:0                  |
| 2019/20. | Лига Европе            | 2. коло кв. | Норвешка   | Молде                 | 1:3        | 0:0        | 1:3                  |
| 2021/22. | Лига конференције      | 2. коло кв. | Азербејџан | Сумгајит              | 0:0        | 2:0        | 2:0                  |
| 2021/22. | Лига конференције      | 3. коло кв. | Шведска    | Хамарби               | 3:1        | 1:5        | 4:6                  |
| 2023/24. | УЕФА Лига Европе       | плеј-оф     | Грчка      | Олимпијакос           | 0 : 3      | 1 : 3      | 1 : 6                |
| 2023/24. | УЕФА Лига конференције | група Ф     | Мађарска   | Ференцварош           | 1 : 2      | 1 : 3      | 4. од укупно 4 места |
| 2023/24. | УЕФА Лига конференције | група Ф     | Италија    | Фјорентина            | 0 : 1      | 0 : 6      | 4. од укупно 4 места |
| 2023/24. | УЕФА Лига конференције | група Ф     | Белгија    | Генк                  | 0 : 2      | 0 : 2      | 4. од укупно 4 места |

## Тренутни састав
- Од 17. августа 2024.[16]

| Бр. |         | Позиција | Играч              |
| --- | ------- | -------- | ------------------ |
| 1   | Србија  | Г        | Никола Мирковић    |
| 2   | Србија  | О        | Виктор Роган       |
| 3   | Сенегал | О        | Хамади Диоп        |
| 5   | Србија  | С        | Марко Доцић        |
| 6   | Србија  | О        | Миладин Стевановић |
| 7   | Србија  | С        | Лазар Туфегџић     |
| 8   | Грчка   | С        | Немања Милојевић   |
| 9   | Србија  | Н        | Слободан Тедић     |
| 10  | Србија  | С        | Ђорђе Ивановић     |
| 11  | Гана    | С        | Годсвил Вадзе      |
| 12  | Србија  | Г        | Лазар Каличанин    |
| 14  | Мали    | С        | Самбу Сисоко       |
| 15  | Србија  | О        | Лука Суботић       |
| 18  | Србија  | О        | Вукашин Јовановић  |
| 20  | Србија  | О        | Вељко Миросавић    |
| 21  | Кипар   | Н        | Маринос Ционис     |

| Бр. |           | Позиција | Играч             |
| --- | --------- | -------- | ----------------- |
| 22  | Србија    | С        | Митар Ергелаш     |
| 24  | Србија    | О        | Никола Станковић  |
| 27  | Србија    | О        | Милош Цветковић   |
| 29  | Србија    | О        | Лазар Стојановић  |
| 30  | Србија    | О        | Војин Серафимовић |
| 33  | Србија    | С        | Андреј Суботић    |
| 42  | Гана      | С        | Емануел Дзигба    |
| 44  | Уругвај   | О        | Гузман Корухо     |
| 47  | Црна Гора | С        | Бојица Никчевић   |
| 50  | Србија    | Н        | Милан Павков      |
| 70  | Србија    | С        | Урош Кабић        |
| 79  | Бразил    | Н        | Винисијус Мело    |
| 81  | Србија    | Г        | Владан Чарапић    |
| 90  | Србија    | С        | Урош Миладиновић  |
| 91  | Србија    | Н        | Михајло Цветковић |